# Маньяно
Маньяно (итал. Magnano) — коммуна в Италии, располагается в регионе Пьемонт, в провинции Бьелла.
Население составляет 376 человек (2008 г.), плотность населения составляет 38 чел./км². Занимает площадь 10 км². Почтовый индекс — 13887. Телефонный код — 015.
Покровителем коммуны почитается святой Секунд, празднование 29 августа.

## Демография
Динамика населения:

## Администрация коммуны
- Официальный сайт:

## Галерея

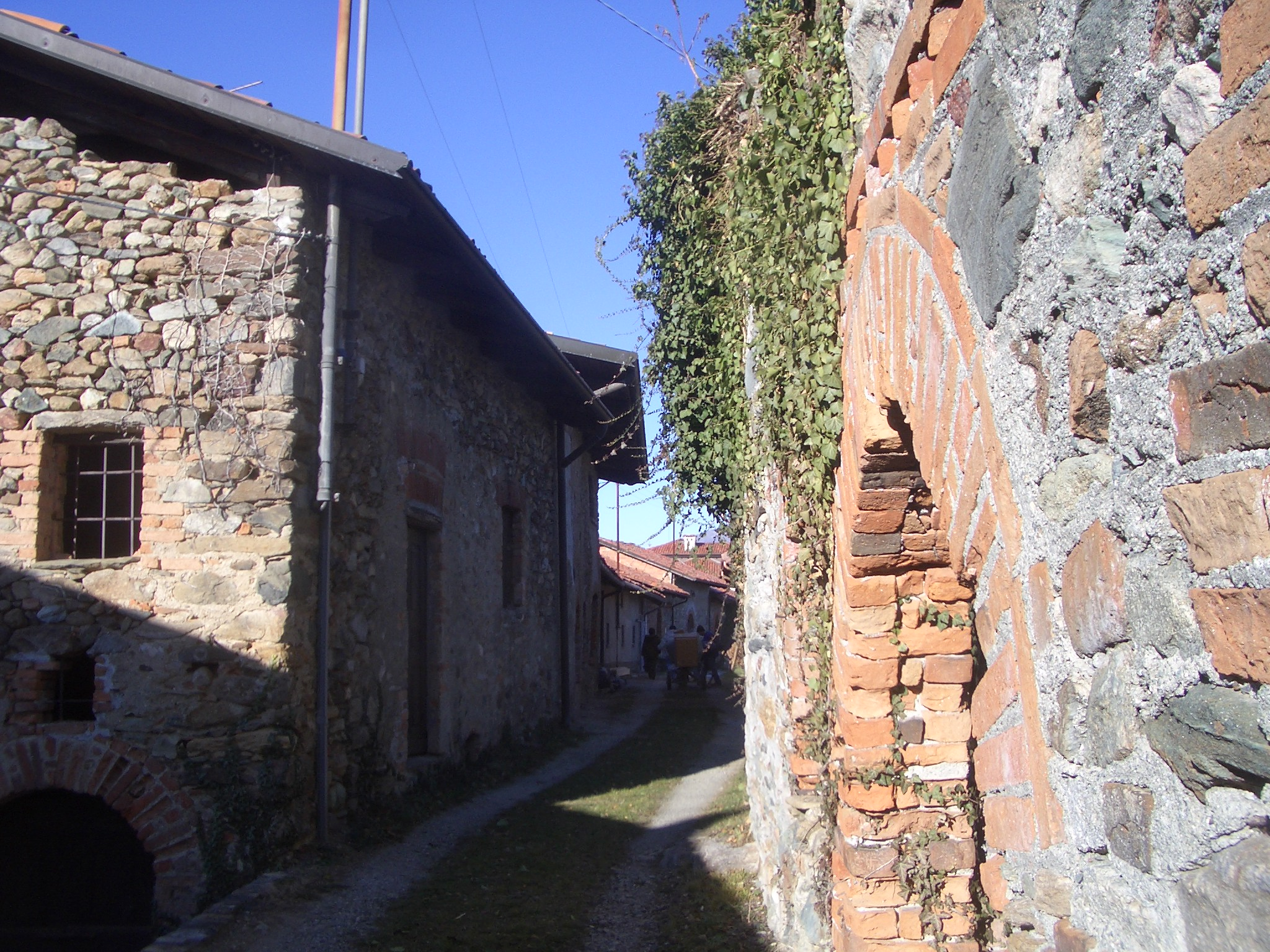
Veduta del ricetto
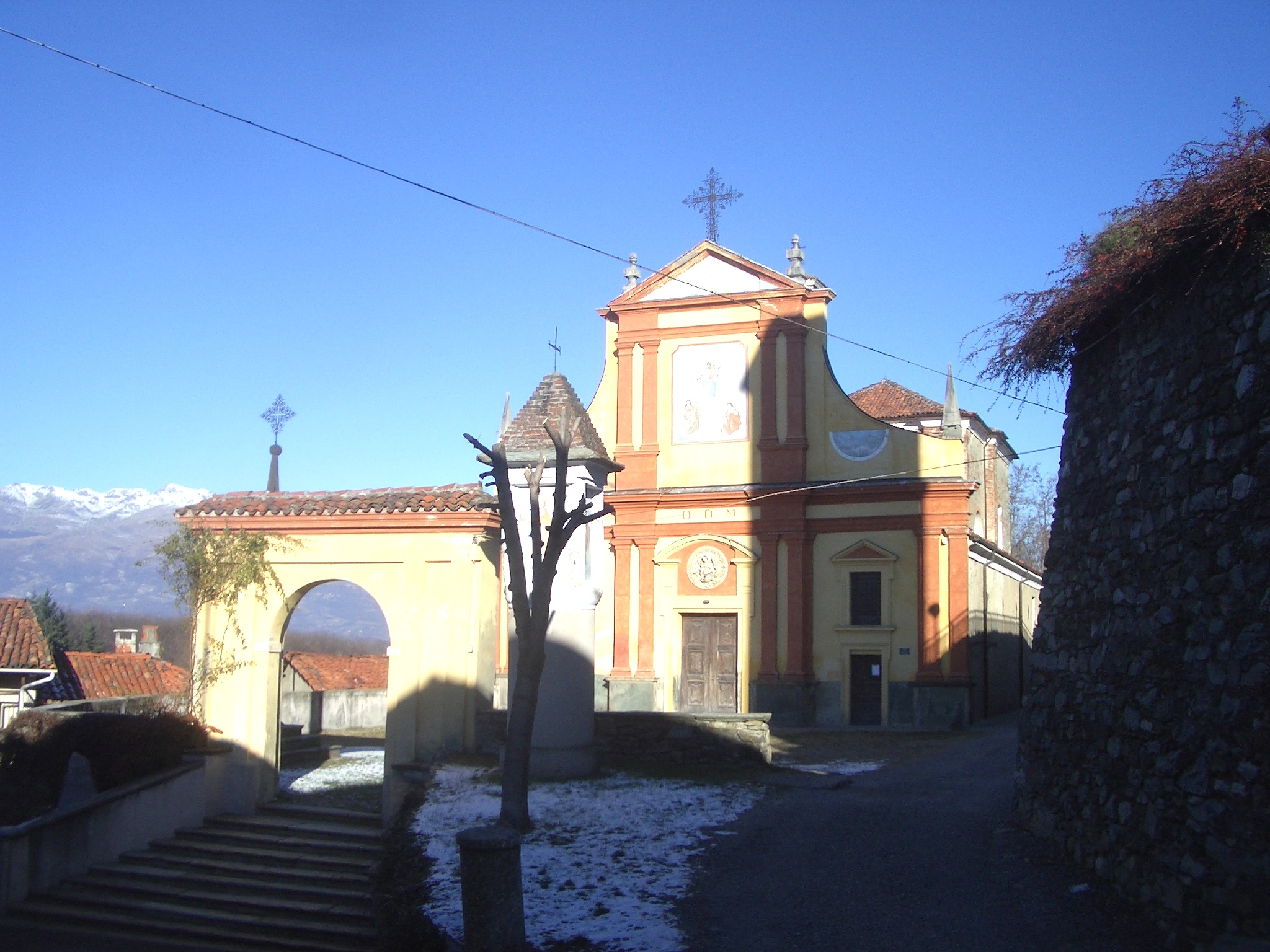
Приходской храм Иоанна Крестителя
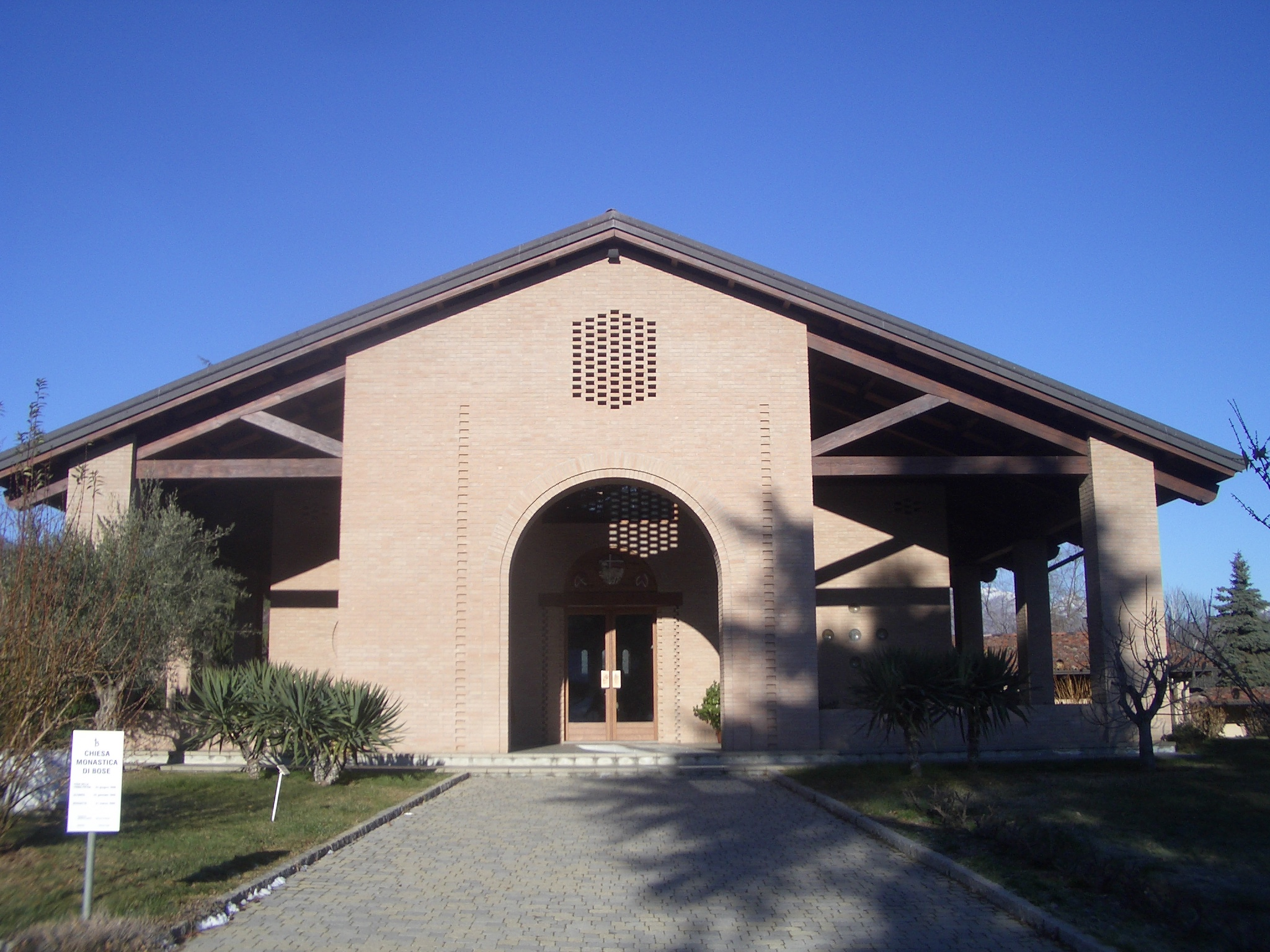
Monastero di Bose, la chiesa
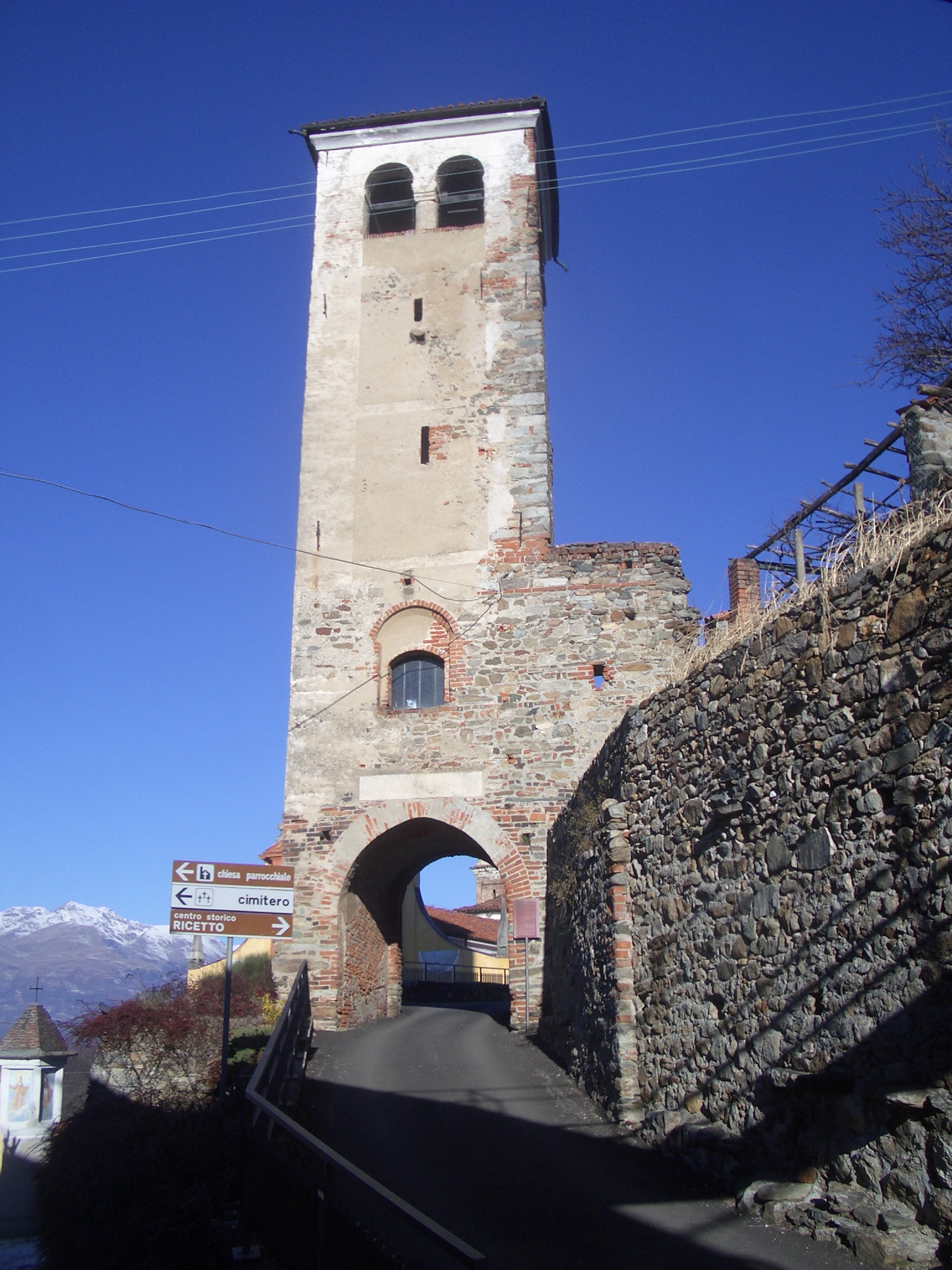
La torre-porta verso il ricetto
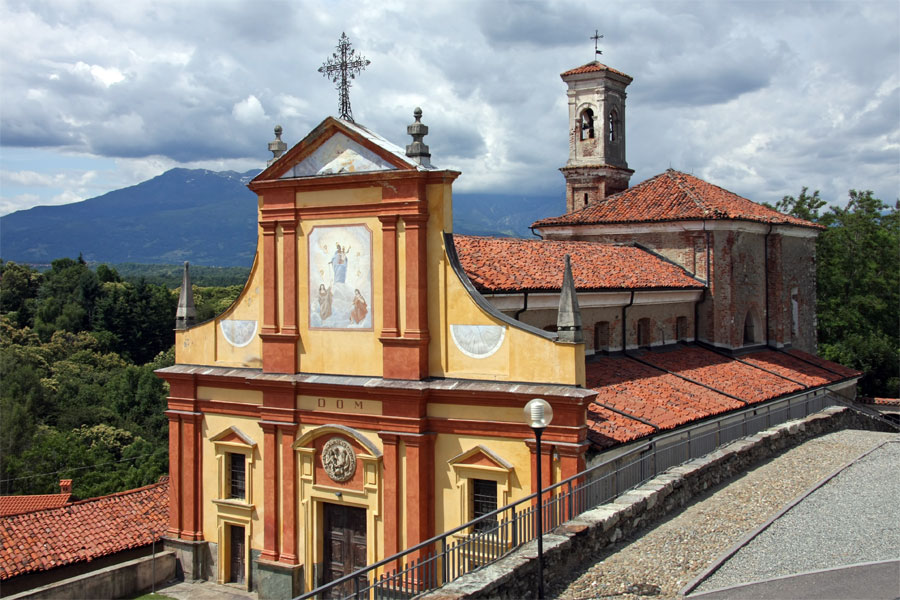
Приходской храм Иоанна Крестителя